# Lista de campeões em singulares de torneios ATP Masters 1000
Esta é uma lista dos campeões em singulares dos torneios ATP Masters 1000.

## História
A classificação Masters inclui os 9 torneios mais importantes do circuito, após os torneios do Grand Slam, do ATP World Tour Finals e do Torneio Olímpico.

## Campeões por época
| Ano  | Indian Wells           | Miami           | Monte Carlo              | Estocolmo           | Roma              | Canadá           | Cincinnati           | Hamburgo         | Paris                  |
| ---- | ---------------------- | --------------- | ------------------------ | ------------------- | ----------------- | ---------------- | -------------------- | ---------------- | ---------------------- |
| 1990 | Edberg                 | Agassi          | Chesnokov                | Becker              | Muster            | Chang            | Edberg               | Aguilera         | Edberg                 |
| 1991 | Courier                | Courier         | Bruguera                 | Becker              | Sanchez           | Chesnokov        | Forget               | Novacek          | Forget                 |
| 1992 | Chang                  | Chang           | Muster                   | Ivanisevic          | Courier           | Agassi           | Sampras              | Edberg           | Becker                 |
| 1993 | Courier                | Sampras         | Bruguera                 | Stich               | Courier           | Pernfors         | Chang                | Stich            | Ivanisevic             |
| 1994 | Sampras                | Sampras         | Medvedev                 | Becker              | Sampras           | Agassi           | Chang                | Medvedev         | Agassi                 |
| Ano  | Indian Wells           | Miami           | Monte Carlo              | Estugarda           | Roma              | Canadá           | Cincinnati           | Hamburgo         | Paris                  |
| 1995 | Sampras                | Agassi          | Muster                   | Muster              | Muster            | Agassi           | Agassi               | Medvedev         | Sampras                |
| 1996 | Chang                  | Agassi          | Muster                   | Becker              | Muster            | Ferreira         | Agassi               | Carretero        | Enqvist                |
| 1997 | Chang                  | Muster          | Rios                     | Korda               | Corretja          | Woodruff         | Sampras              | Medvedev         | Sampras                |
| 1998 | Rios                   | Rios            | Moya                     | Krajicek            | Rios              | Rafter           | Rafter               | Costa            | Rusedski               |
| 1999 | Philippoussis          | Krajicek        | Kuerten                  | Enqvist             | Kuerten           | Johansson        | Sampras              | Rios             | Agassi                 |
| 2000 | Corretja               | Sampras         | Pioline                  | Ferreira            | Norman            | Safin            | Enqvist              | Kuerten          | Safin                  |
| 2001 | Agassi                 | Agassi          | Kuerten                  | Haas                | Ferrero           | Pavel            | Kuerten              | Portas           | Grosjean               |
| Ano  | Indian Wells           | Miami           | Monte Carlo              | Madrid              | Roma              | Canadá           | Cincinnati           | Hamburgo         | Paris                  |
| 2002 | Hewitt                 | Agassi          | Ferrero                  | Agassi              | Agassi            | Cañas            | Moyà                 | Federer          | Safin                  |
| 2003 | Hewitt                 | Agassi          | Ferrero                  | Ferrero             | Mantilla          | Roddick          | Roddick              | Coria            | Henman                 |
| 2004 | Federer                | Roddick         | Coria                    | Safin               | Moyà              | Federer          | Federer              | Federer          | Safin                  |
| 2005 | Federer                | Federer         | Nadal                    | Nadal               | Nadal             | Nadal            | Federer              | Federer          | Berdych                |
| 2006 | Federer                | Federer         | Nadal                    | Federer             | Nadal             | Federer          | Roddick              | Robredo          | Davydenko              |
| 2007 | Nadal                  | Djokovic        | Nadal                    | Nalbandian          | Nadal             | Djokovic         | Federer              | Federer          | Nalbandian             |
| 2008 | Djokovic               | Davydenko       | Nadal                    | Murray              | Djokovic          | Nadal            | Murray               | Nadal            | Tsonga                 |
| Ano  | Indian Wells sintético | Miami sintético | Monte Carlo terra batida | Madrid terra batida | Roma terra batida | Canadá sintético | Cincinnati sintético | Xangai sintético | Paris sintético indoor |
| 2009 | Nadal                  | Murray          | Nadal                    | Federer             | Nadal             | Murray           | Federer              | Davydenko        | Djokovic               |
| 2010 | Ljubičić               | Roddick         | Nadal                    | Nadal               | Nadal             | Murray           | Federer              | Murray           | Soderling              |
| 2011 | Djokovic               | Djokovic        | Nadal                    | Djokovic            | Djokovic          | Djokovic         | Murray               | Murray           | Federer                |
| 2012 | Federer                | Djokovic        | Nadal                    | Federer             | Nadal             | Djokovic         | Federer              | Djokovic         | Ferrer                 |
| 2013 | Nadal                  | Murray          | Djokovic                 | Nadal               | Nadal             | Nadal            | Nadal                | Djokovic         | Djokovic               |
| 2014 | Djokovic               | Djokovic        | Wawrinka                 | Nadal               | Djokovic          | Tsonga           | Federer              | Federer          | Djokovic               |
| 2015 | Djokovic               | Djokovic        | Djokovic                 | Murray              | Djokovic          | Murray           | Federer              | Djokovic         | Djokovic               |
| 2016 | Djokovic               | Djokovic        | Nadal                    | Djokovic            | Murray            | Djokovic         | Čilić                | Murray           | Murray                 |
| 2017 | Federer                | Federer         | Nadal                    | Nadal               | Zverev            | Zverev           | Dimitrov             | Federer          | Sock                   |
| 2018 | Del Potro              | Isner           | Nadal                    | Zverev              | Nadal             | Nadal            | Djokovic             | Djokovic         | Khachanov              |
| 2019 | Thiem                  | Federer         | Fognini                  | Djokovic            | Nadal             | Nadal            | Medvedev             | Medvedev         | Djokovic               |
| 2020 | –                      | –               | –                        | –                   | Djokovic          | –                | Djokovic             | –                | Medvedev               |
| 2021 | Norrie                 | Hurkacz         | Tsitsipas                | Zverev              | Nadal             | Medvedev         | Zverev               | –                | Djokovic               |
| 2022 | Fritz                  | Alcaraz         | Tsitsipas                | Alcaraz             | Djokovic          | C. Busta         | Coric                | –                | Rune                   |
| 2023 | Alcaraz                | Medvedev        | Rublev                   | Alcaraz             | Medvedev          | Sinner           | Djokovic             | Hurkacz          | Djokovic               |
| 2024 | Alcaraz                | Sinner          | Tsitsipas                | Rublev              | Zverev            | Popyrin          | Sinner               | Sinner           | Zverev                 |
| 2025 | J. Draper              | J. Mensik       | Alcaraz                  | C. Ruud             | Alcaraz           | Shelton          |                      |                  |                        |

Notas
- As edições de 2020 dos Torneios de Indian Wells, Miami, Monte Carlo, Madrid, Toronto e Xangai foram canceladas devido à pandemia de coronavírus. Pelo mesmo motivo o Masters de Roma de 2020 decorreu depois do Masters de Cincinnati e em 2021 o Masters de Indian Wells foi o penúltimo a ser disputado.